# Phacellodomus ruber
El espinero grande (en Argentina y Paraguay) (Phacellodomus ruber), también denominado tiotío grande (en Uruguay), es una especie de ave paseriforme de  la familia Furnariidae perteneciente al género Phacellodomus. Es nativa del centro sur de América del Sur.

## Distribución y hábitat
Se distribuye por el centro norte y este de Bolivia (La Paz, Beni, este de Santa Cruz), interior sur del Brasil (sur de Mato Grosso y Mato Grosso do Sul al este hasta el oeste de Bahía, al sur hasta el noroeste de São Paulo y noroeste de Paraná, también oeste de Rio Grande do Sul), Paraguay y norte de Argentina (Salta y Formosa al sur hasta Tucumán, Santa Fe, Entre Ríos y Corrientes). y en el extremo nordeste de Uruguay.
Esta especie es considerada bastante común en sus hábitats naturales: el sotobosque de bosques en galería y áreas arbustivas, casi invariablemente cerca de agua; localmente hasta los 1400 m de altitud en Bolivia.

## Descripción
Mide entre 19 y 21 cm de longitud y pesa entre 35 y 51 g. Es marrón en las partes superiores, con la corona, las alas y la cola más rojizas; lorum claro, sin ceja o que puede ser muy tenue, ojo amarillo vivo. Por abajo es blanco sucio, con el pecho a veces escamado.

## Estado de conservación
El espinero grande es calificado como especie bajo preocupación menor por la IUCN.

## Comportamiento
Generalmente anda en pareja, recorre la vegetación densa y es difícil de ver; canta con frecuencia en lugares más abiertos.

### Alimentación
Se alimenta de insectos que captura en el suelo, en los arbustos o en las hojas de las palmeras buriti.

### Reproducción
Construye su enorme nido, que es semejante al del espinero común (Phacellodomus rufifrons), en la extremidad de ramas de árboles aislados, a partir de ramitas secas y con entrada lateral superior. A veces construye uno o más nidos sobre el anterior, acabando por romper la rama que lo sostenía, debido a la acumulación excesiva de material de construcción.

### Vocalización
El canto, dado en dúo por la pareja, es una serie de notas que comienzan fuertes y aceleradas, terminando más suaves y descendientes: «kr-chi-chi-chi-chi-che-che-che-cho-cho-cho-cha-cha-cha-chachacha»; puede hacer una versión más corta.

## Sistemática

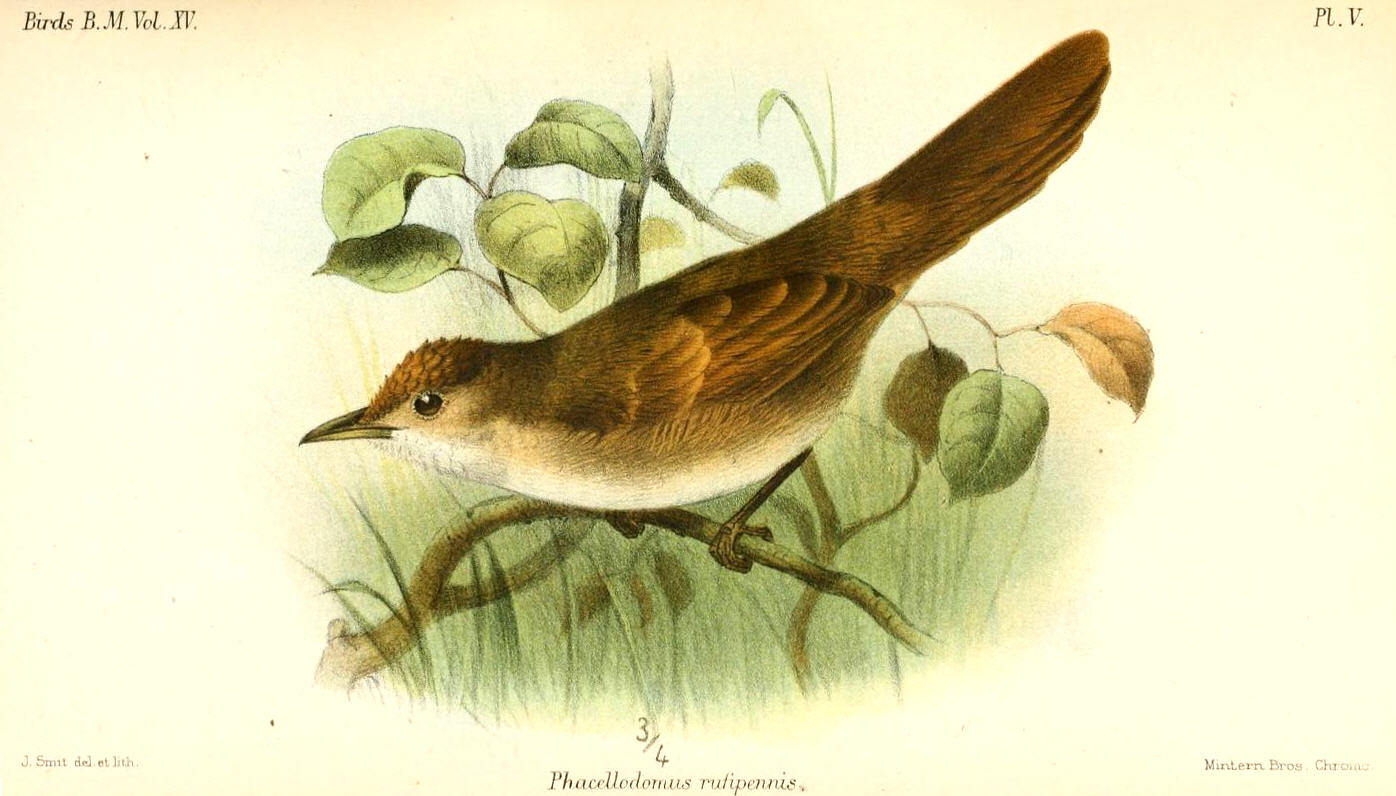
Phacellodomus ruber; ilustración de Joseph Smit en Catalogue of the birds in the British Museum, 1890.

### Descripción original
La especie P. ruber fue descrita por primera vez por el naturalista francés Louis Pierre Vieillot en 1817 bajo el nombre científico Furnarius ruber; la localidad tipoes: «Paraguay».

### Etimología
El nombre genérico masculino «Phacellodomus» deriva del griego «phakellos»: amontonado de palitos, y «domos»: casa; en referencia al típico nido de estas especies; y el nombre de la especie «ruber», del latín: rojo, rojizo.

### Taxonomía
Los estudios filogenéticos recientes encontraron que la presente es hermana de Phacellodomus striaticollis. Es monotípica.